# Polyalthia obliqua
Polyalthia obliqua är en kirimojaväxtart som beskrevs av Joseph Dalton Hooker och Thomas Thomson. Polyalthia obliqua ingår i släktet Polyalthia och familjen kirimojaväxter. Inga underarter finns listade i Catalogue of Life.